# 渤海路站
渤海路站是哈尔滨地铁1号线的地铁车站，位于中国黑龙江省哈尔滨市香坊区大连路与渤海路交叉口，于2019年4月10日开通。

## 车站结构
渤海路站沿大连路地下西北向东南设置，车站222米，宽18.3米，为地下两层单柱双跨岛式站台车站。车站地下一层为站厅层，地下二层为站台层，站台宽度11米。
| 地面              | 出入口 | 1-4出入口 |
| 地下一层          | 站厅   | 客服中心、自动售票机、验票机                                                                                    |
| 地下二层          | 站台层 | \| \| \| █ 1号线往新疆大街（終點站） \| \| 島式 · 開左邊车门 \| \| \| \| \| \| █ 1号线往哈尔滨东站（镜泊路） \| |
|                   |        | █ 1号线往新疆大街（終點站）                                                                                     |
| 島式 · 開左邊车门 |        | |
|                   |        | █ 1号线往哈尔滨东站（镜泊路）                                                                                   |

## 车站出口
渤海路站共设4个出口，各出口及周围设施如下所示：
| 编号                | 建议前往的目的地                                         | 照片 | 无障碍设施 |
| ------------------- | -------------------------------------------------------- | ---- | ---------- |
| 1 · 出口            | 渤海路，大连路                                           |      | 不適用     |
| 2 · 出口            | 渤海路，大连路                                           |      | 不適用     |
| 3 · 出口            | 渤海路，大连路，哈尔滨焊接研究所，黑龙江民航乘务运输学院 |      | 不適用     |
| 4 · 出口 · （设有） | 渤海路，大连路                                           |      |            |
| 图例： 设有         |                                                          |      |            |

## 接驳交通

### 公交车
| 渤海路地铁口  | 渤海路地铁口       | 渤海路地铁口 | 渤海路地铁口             | 渤海路地铁口     |
| 编号          | 路线               | 路线         | 路线                     | 备注             |
| ------------- | ------------------ | ------------ | ------------------------ | ---------------- |
| 338           | 上河西郡公交首末站 | ⇆            | 哈站（铁路街）           |                  |
| 371           | 南城首府B区        | ⇆            | 香坊大街（红旗大街路口） | 原 郊5（第一代） |
| 哈南新区2号线 | 正阳物流园         | ⇆            | 拉菲小镇                 |                  |
| 哈南新区3号线 | 曙光村             | ⇆            | 乐松广场                 |                  |

## 车站历史
- 2019年4月10日，随1号线三期工程通车一同开通[2]。
- 2020年2月20日12时，受新冠疫情影响，车站暂停运营[4]。3月3日，车站恢复运营[5]。
- 2021年10月31日，受新冠疫情影响，车站暂停运营[6]。11月18日，车站恢复运营[7]。
- 2022年
  - 4月20日，受新冠疫情影响，车站暂停运营[8]。5月5日，车站恢复运营[9]。
  - 11月26日，受新冠疫情影响，车站暂停运营[10]。12月4日，车站恢复运营[11]。